# Concurso Nacional de Violão Isaías Sávio

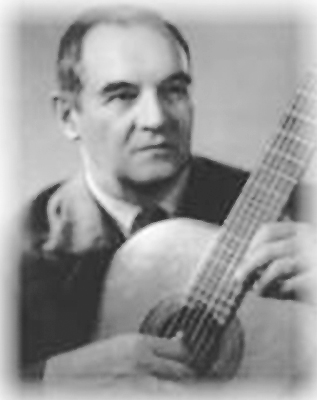
Concertista e pedagogo Isaías Sávio.

O Concurso Nacional de Violão Isaías Sávio era disputado na cidade de São Paulo, no auditório da Faculdade e Conservatório Musical "Marcelo Tupinambá", na rua Vergueiro.
De abrangência nacional, o título homenageava o violonista uruguaio Isaías Sávio e teve sua primeira edição na década de 1980.
A fábrica de instrumentos Giannini e a Editora Irmãos Vitale patrocinavam as competições, em comunhão com o conservatório que as organizava. 

## Faculdade e Conservatório Musical Marcelo Tupinambá
A Faculdade Marcelo Tupinambá dividia as instalações com o conservatório de mesmo nome e tinha Jeanete Elisabeth Randi como diretora administrativa e Carlos Roberto Randi no cargo de diretor presidente.
Eram oferecidos cursos de: Desenho Industrial, Educação Artística, Música, Musicoterapia, entre outros.
O conservatório teve filiais na cidade, situadas: na Avenida Indianópolis e na Avenida Conselheiro Rodrigues Alves.

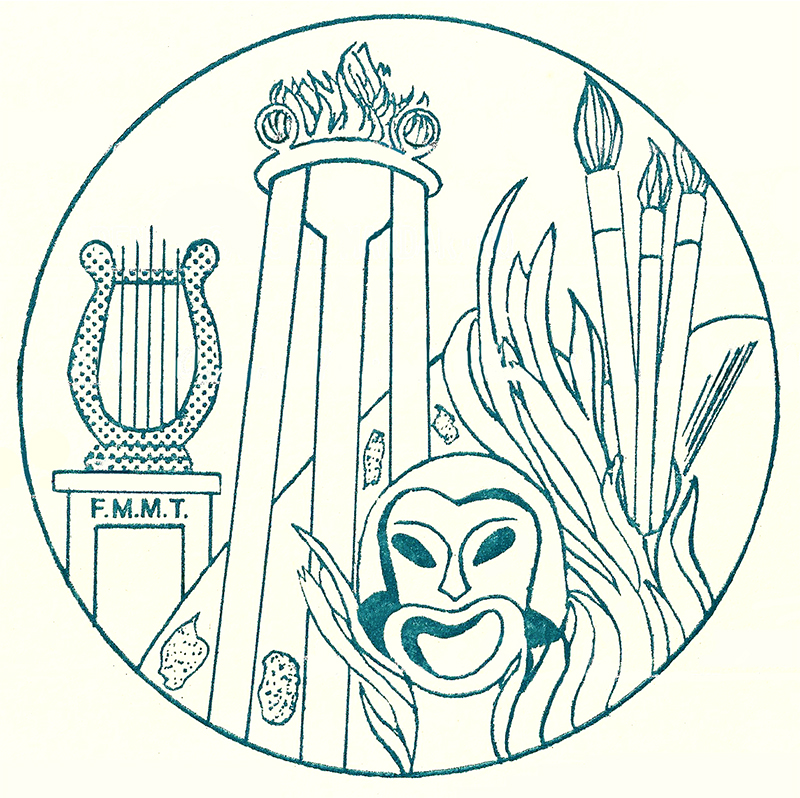
Logotipo do Conservatório Musical Marcelo Tupinambá
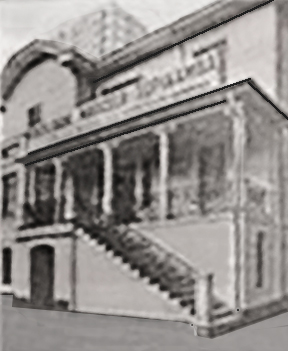
Fachada histórica da Faculdade e do Conservatório Musical Marcelo Tupinambá